# Sommer-Paralympics 2020/Teilnehmer (Zentralafrikanische Republik)
Die Zentralafrikanische Republik sendete für die Paralympischen Spiele 2020 in Tokio (24. August bis 5. September 2021) eine Athletin.
| stlisierte Goldmedaille | stlisierte Silbermedaille | stlisierte Bronzemedaille |
| ----------------------- | ------------------------- | ------------------------- |
| —                       | —                         | —                         |

## Teilnehmer

### Leichtathletik
| Athleten         | Klassifizierung | Wettbewerb  | Vorlauf/Vorkampf | Vorlauf/Vorkampf | Halbfinale | Halbfinale | Finale     | Finale | Rang |
| Athleten         | Klassifizierung | Wettbewerb  | Zeit/Weite       | Rang             | Zeit/Weite | Rang       | Zeit/Weite | Rang   | Rang |
| ---------------- | --------------- | ----------- | ---------------- | ---------------- | ---------- | ---------- | ---------- | ------ | ---- |
| Frauen           |                 |             |                  |                  |            |            |            |        |      |
| Veronica Ndakara | T41             | Kugelstoßen | –                | –                | –          | –          | 6,50 m     | 9.     | 9.   |